# Porte Molitor (Métro Paris)
Der U-Bahnhof Porte Molitor ist eine unterirdische Station der Pariser Métro an der Voie Murat, einem Betriebsgleis zwischen den Linien 9 und 10. Sie wurde für den Verkehr zum Sportstadion Parc des Princes gebaut, jedoch nie für den Fahrgastverkehr geöffnet, und zählt zu den Geisterbahnhöfen („Stations fantômes“) der RATP. Aufgrund ihrer Lage unter dem Boulevard Murat trägt sie auch den Namen Murat.

## Lage und Geschichte

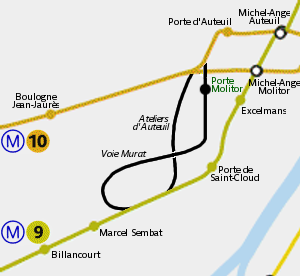
Voie Murat und Porte Molitor

Die Station liegt im Südwesten von Paris, im Quartier d’Auteuil des 16. Arrondissements, unweit der Stadtgrenze zum Vorort Boulogne-Billancourt. Die eingleisige Verbindung zwischen den Stationen Porte d’Auteuil und Porte de Saint-Cloud erhielt am Parc des Princes einen zweigleisigen U-Bahnhof mit einem Mittelbahnsteig, der nur anlässlich der dort stattfindenden Fußballspiele bedient werden sollte. Dies war die Absicht der Stadt Paris, die zum Bau der Stationen verpflichtet war. Die U-Bahngesellschaft CMP, die für den Bau der Zugänge der Station zuständig war, war an diesen Sonderverkehren jedoch nicht interessiert und unterließ daraus resultierend deren Bau. Neben Haxo ist Porte Molitor dadurch die einzige Station der Métro, die nur über die Streckentunnel erreichbar ist. Die Gleise dienen seither zum Abstellen von Zügen.
Vorgesehen war, dass aus der Innenstadt kommende Züge vor der Station Michel-Ange – Auteuil von der Linie 9 auf ein Gleis parallel zum Streckengleis der Linie 8 (heutige Linie 10) wechseln. Nach dem Passieren der U-Bahnhöfe Michel-Ange – Auteuil (Station der Linie 10) und Porte d’Auteuil hätten sie die Station Porte Molitor bedient und anschließend an der Station Porte de Saint-Cloud die Linie 9 wieder erreicht. Der Bahnhof Porte d’Auteuil ist deshalb dreigleisig angelegt, das mittlere Gleis war für den Verkehr zur Voie Murat vorgesehen. In die Station Porte de Saint-Cloud mit fünf Bahnsteiggleisen fädelt die Strecke niveaufrei ein.